# Armoiries de Saxe
Les armoiries de Saxe sont les armoiries officielles de l'actuel Land allemand de Saxe. Elles présentes un écu divisé horizontalement en dix (Burelé de dix pièces) alternant des bandes noires (sable) et dorées ou jaunes (or), chargé d'une couronne verte (crancelin de sinople), allant du coin supérieur gauche vers le coin inférieur droit. Bien que le crancelin soit parfois représenté courbé comme une couronne, cela relève de la liberté artistique. Le blason est également présent sur le drapeau de Saxe.
Les armoiries du Liechtenstein incluent les armoiries similaires de la famille Kuenring, elles n'ont aucun lien avec les armoiries de Saxe.

## Histoire
Le blason trouve son origine chez les comtes de Saxe de Ballenstedt, dans l'actuelle Saxe-Anhalt, les ancêtres de la maison ducale d'Ascanie. Le margrave ascanien Albert l'Ours obtient le titre de duc de Saxe en 1138. Lorsque son successeur Welf, Henri le Lion, est déposé par l'empereur Frédéric Barberousse en 1180, le fils d'Albert, Bernard d'Anhalt, reçoit les territoires saxons restants autour de Wittemberg et de Lauenburg/Elbe, ainsi que le titre ducal. Selon la légende, lorsqu'il apparaît devant l'empereur pour son investiture, portant son écusson avec les armoiries de Ballenstedt, Barberousse prend la couronne qu'il porte pour se protéger du soleil et la suspend au-dessus du bouclier de Bernard et crée ainsi le crancelin vert saxonnais.
À partir de 1260, le duché de Saxe-Wittemberg émerge sous le duc ascanien Albert II, qui adopte la tradition du duché racine de Saxe et reprend notamment la dignité électorale saxonne, malgré la vive protestation de ses cousins ascaniens de Saxe-Lauenburg, mais confirmée par la Bulle d'or de 1356. Le bouclier noir et doré de Saxe-Wittemberg affiche déjà le crancelin gothique, symbolisant probablement l'abandon des terres de Lauenburg. Comme les électeurs ascaniens de Saxe détenaient également la haute charge de l’Archi-maréchal du Saint-Empire romain germanique, ils ajoutent l'enseigne « Coupé de sable et d'argent aux deux épées de gueules posées en sautoir », à leur armoiries. Lorsque la lignée s'éteint en 1422, les armoiries et la dignité électorale ont été adoptées par le margrave wettin Frédéric IV de Misnie.
Lors de la réunification allemand, la république libre de Saxe est rétablie, et le blason est officiellement confirmé en 1991.
Le Parlement de l'État de Saxe, adopte le 25 octobre 1991, la loi suivante :
« 
1. Le petit blason de l'État libre de Saxe montre un écu bandé de neuf pièces noires et dorées, surmonté d'une couronne de rue verte en diagonale. Un grand blason de l'État libre de Saxe peut être déterminé par une loi spéciale.
2. Pour la représentation du blason, les modèles joints à cette loi en annexe font autorité. Les modèles en couleur sont déposés aux Archives publiques principales de Saxe.
3. Les règlements nécessaires à la mise en œuvre de cette loi sont promulgués par le gouvernement de l'État. Il peut déléguer cette autorité.

 »
La Constitution de l'État libre de Saxe adoptée par le Parlement le 26 mai 1992 déclare que le drapeau du pays affiche dans un champ bandé de neuf pièces noires et dorées, un crancelin vert en diagonale vers la droite.

## Versions et usages

### Versions précédentes
|  | Le Cheval de Saxe noir, selon la légende de Widukind, enseigne de la Saxe primitive (700-785).                                                                                               |
|  | Le Cheval de Saxe blanc de Widukind, enseigne du duché de Saxe, revendiqué par la seconde maison Welf à partir de 1361, adopté par l'électorat de Hanovre.                                   |
|  | Les comtes d'Aschersleben, ancêtres de la Maison d'Ascanie, à partir d'environ 1000. |
|  | Les comtes de Ballenstedt, ancêtres de la Maison d'Ascanie, à partir d'environ 1000. |
|  | Le Lion de Misnie de la maison de Wettin, souvent utilisé en héraldique (965-1423). |
|  | L'Aigle rouge utilisé à partir de 1170 par le margrave ascanien Othon Ier de Brandebourg, fils d'Albert l'Ours, probablement issu d'une enseigne familiale héréditaire depuis 900.           |
|  | Blason du duché de Saxe-Lauenbourg (1296-1803 et 1814-1876). |
|  | Blason de l'électorat de Saxe avec les épées croisées de l'archimaréchal du Saint-Empire romain germanique et le crancelin vert (1356-1806).                                                 |
|  | Blason de Frédéric de Saxe, 34e grand maître de l'ordre Teutonique régnant sur les bailliages teutoniques de Thuringe (Hesse et Saxe), du comté saxon de Palatinat et de Misnie (1498-1510). |
|  | Armoiries royales de la république des Deux Nations, gouverné en union personnelle par les électeurs saxons Auguste le Fort et Frédéric-Auguste II (1697-1763).                              |
|  | Armoiries de Frédéric-Auguste II, roi de Pologne, en tant que régent impérial. |
|  | Blason du royaume de Saxe (1806-1918). |
|  | Armoiries du duché de Varsovie créé par Napoléon Ier, gouverné en union personnel avec Frédéric-Auguste Ier (1807-1815).                                                                     |
|  | Armoiries prussiennes de la Province de Saxe (1816-1944). |
|  | Blason de la famille impériale brésilienne de Saxe-Cobourg et Bragança (1822-1889). |
|  | Armoiries de Ferdinand II, royaume de Portugal (1836-1853). |

### Autres utilisations

#### Duchés saxons
| |                                                 |                                             |                                                    |
| Duché de Saxe-Weimar (1752-1809). | Duché de Saxe-Cobourg et Gotha (1826-1918).     | Duché de Saxe-Gotha-Altenbourg (1680-1826). | Duché de Saxe-Altenbourg (1602-1672 et 1826-1918). |
| |                                                 |                                             |                                                    |
| Duché de Saxe-Mersebourg (1657-1738). | Duché de Saxe-Weissenfels (1656-1746).          | Duché de Saxe-Hildburghausen (1680-1826).   | Grand-duché de Saxe-Weimar-Eisenach (1809-1918).   |
| |                                                 |                                             |                                                    |
| Duché de Saxe-Iéna (1672-1690), duché de Saxe-Eisenach (1596-1638, 1640-1644 et 1662-1809), duché de Saxe-Cobourg-Eisenach (1572-1596 et 1633-1638), duché de Saxe-Weimar (1572-1809) et duché de Saxe-Wittemberg (1296-1356). | Duché de Saxe-Cobourg (1596-1633 et 1680-1735). | Duché de Saxe-Meiningen (1680-1918).        |                                                    |

#### Royaume-Uni
|                                             |                                                 |                                                         |                                                        |
| George V, duc d'York.                       | George V, prince de Galles.                     | Arthur, duc de Connaught et Strathearn.                 | Béatrice du Royaume-Uni, princesse de Battenberg.      |
|                                             |                                                 |                                                         |                                                        |
| Béatrice de Saxe-Cobourg-Gotha.             | Alice du Royaume-Uni, grande-duchesse de Hesse. | Alexandra de Saxe-Cobourg-Gotha.                        | Alfred de Saxe-Cobourg-Gotha.                          |
|                                             |                                                 |                                                         |                                                        |
| Albert de Saxe-Cobourg-Gotha.               | Victoria du Royaume-Uni.                        | Victoria-Mélita de Saxe-Cobourg-Gotha.                  | Édouard VII, prince de Galles.                         |
|                                             |                                                 |                                                         |                                                        |
| Maud de Galles.                             | Marie de Saxe-Cobourg-Gotha.                    | Mary de Teck, princesse de Galles.                      | Louis du Royaume-Uni, duchesse de Fife.                |
|                                             |                                                 |                                                         |                                                        |
| Louise du Royaume-Uni, duchesse d'Argyll.   | Léopold, duc d'Albany.                          | Helena du Royaume-Uni, princesse de Schleswig-Holstein. | Victoria Alexandra du Royaume-Uni, duchesse de Galles. |
|                                             |                                                 |                                                         |                                                        |
| Albert Victor, duc de Clarence et Avondale. | Béatrice de Saxe-Cobourg-Gotha.                 | Alfred de Saxe-Cobourg-Gotha, duc d'Édimbourg.          | Alfred Ier de Saxe-Cobourg et Gotha.                   |
|                                             |                                                 |                                                         |                                                        |
| Adélaïde de Saxe-Meiningen.                 | Arthur, duc de Connaught et Strathearn.         |                                                         |                                                        |

#### Belgique
|                                 |                                   |                           |          |
| Léopold Ier.                    | Philippe, comte de Flandre.       | Léopold II et Albert Ier. | Philippe |
|                                 |                                   |                           |          |
| Élisabeth, duchesse de Brabant. | Charlotte, impératrice du Mexique |                           |          |

#### Bulgarie
|                              |                               |                            |                     |
| Boris III, prince de Tarnovo | Siméon de Saxe-Cobourg-Gotha  | Cyrille, prince de Preslav | Eudoxia de Bulgarie |
|                              |                               |                            |                     |
| Nadejda de Bulgarie          | Marie-Louise de Bourbon-Parme | Éléonore de Bulgarie       |                     |

#### Espagne
|                      |                       |                                |
| Marie-Amélie de Saxe | Marie-Josèphe de Saxe | Béatrice de Saxe-Cobourg-Gotha |

#### Luxembourg
|                       |                   |
| Courtoisie héraldique | Maurice de Nassau |

#### Pologne
|          |
| Chrzanów |

#### Allemagne nazie
|                                     |
| Division gau de la Saxe (1933-1945) |